# NGC 3841
NGC 3841 is een spiraalvormig sterrenstelsel in het sterrenbeeld Leeuw. Het hemelobject werd op 25 maart 1827 ontdekt door de Britse astronoom John Herschel.

## Synoniemen
- MCG 3-30-73
- ZWG 97.96
- PGC 36469